# Belfort van Abbeville
Het Belfort van Abbeville in de Picardische stad Abbeville is een van de belforten in België en Frankrijk op de Werelderfgoedlijst van UNESCO.